# 顧佐 (都御史)
顧佐（1376年—1446年），字礼卿，河南開封府太康縣（今河南太康）人。明朝政治人物。同进士出身。

## 生平
建文二年（1400年）庚辰科进士。授莊浪縣知縣。永乐年间，入為御史，转應天府府尹。北京城建立后，改順天府府尹。其性格刚直，百姓把他与包拯相较。累升左都御史，使朝纲肃然。後因病辞职归乡。《明史》有傳。